# Zweite Schlacht um Gaza
1915: Suezkanal
1916: Romani – Magdhaba
1917: Rafah – Gaza (1) – Gaza (2) – Patt an der Palästinafront – Beerscheba – Tel el Khuweilfeh – Gaza (3) – El Mughar – Jerusalem
1918: Jericho – Tell ’Asur – Jordan (1) – Jordan (2) – Abu Tellul – Megiddo
Die Zweite Schlacht um Gaza fand im Ersten Weltkrieg an der Palästinafront statt, sie begann am 17. April 1917 und dauerte drei Tage. Die zahlenmäßig überlegenen Briten unter General Charles Dobell griffen die türkischen Stellungen südlich von Gaza frontal an. Trotz Einsatz von Giftgas, das erstmals im arabischen Raum eingesetzt wurde und einer von der Westfront gelieferten Tank-Brigade scheiterte der Angriff.

## Vorgeschichte

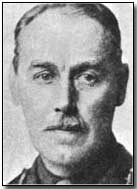
Archibald Murray

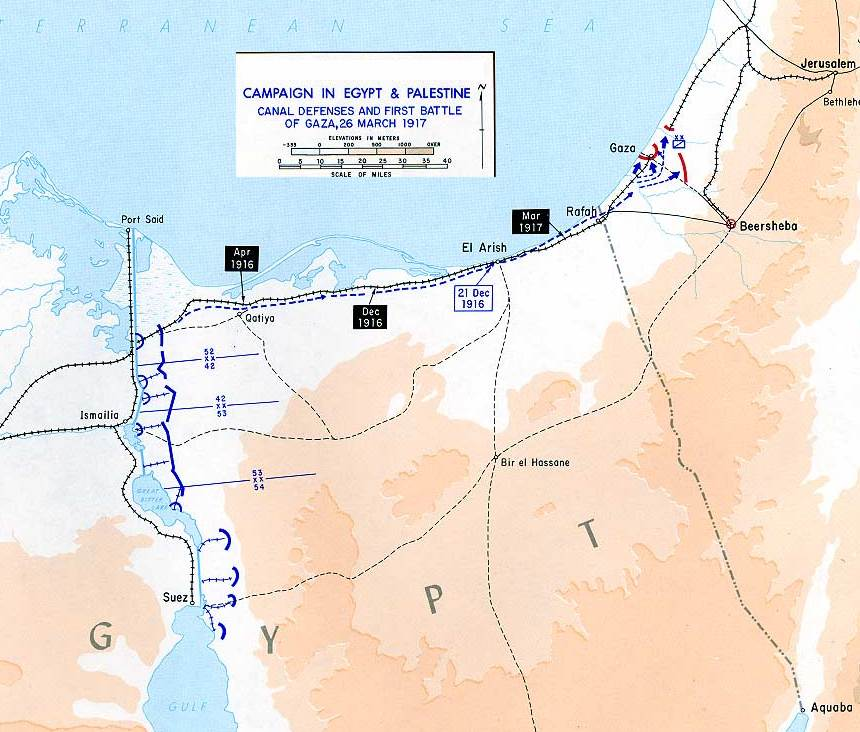
Lage an der Sinaifront im Herbst 1916

Ein zweiter Angriff der Osmanen auf den Suez-Kanal, der mit Unterstützung des deutschen Asien-Korps unter General Kreß von Kressenstein geführt wurde, scheiterte Anfang August 1916 gegen das Ägyptische Expeditionskorps in der Schlacht von Romani. Unmittelbar danach begannen die Briten mit der schrittweisen Rückeroberung der Sinai-Halbinsel und konnten infolge der Schlacht von Magdhaba am 28. Dezember 1916 die Grenzfestungstadt Al-Arisch einnehmen. An der neu entstandenen Palästinafront verteidigte die Osmanische 4. Armee unter dem Befehl von Ahmet Cemal Pascha erfolgreich die Linie von Gaza nach Tell el Sheria. Erste britische Vorstöße scheiterten im März 1917 in der Ersten Schlacht um Gaza. Nach den am 10. April eingelangten neuen Informationen über eine Verringerung der gegenüber stehenden osmanischen Truppenmacht beschloss der britische Oberbefehlshaber General Archibald Murray nochmals anzugreifen. General Dobell, der Befehlshaber der „Eastern Force“, und Murray hatten die Vorteile eines Flankenangriff auf Gaza aus dem Osten statt eines Frontalangriffs diskutiert, aber der in diesen Gebiet herrschende Wassermangel hinderte die Briten, diese Option in Betracht zu ziehen.

Dobell setzte dann einen direkten Frontalangriff gegen die gut vorbereiteten osmanischen Stellungen an. Die 74. Division hatte am 7. April die Vorpostenlinie entlang des Wadi Ghuzzee bezogen, ebenso war eine Tankabteilung mit acht schweren Mark-I-Panzern sowie eine Lieferung von 3.000 Gasgranaten bei der „Eastern Force“ eingetroffen. General Murray quälte sich anfangs mit moralischen Skrupeln über den Einsatz von chemischen Waffen. Schließlich entschloss er sich, Giftgas doch als Entscheidungswaffe einzusetzen, parallel sollten mehrere Panzerkampfwagen und insgesamt 25 Flugzeuge des No. 5 (Corps) Wing die Entscheidung zugunsten der Briten erzwingen. Nachdem der Flankenangriff über Atawineh und Hareira ausgefallen war, hatte die berittene australische Desert Column den rechten Flügel gegen die feindlichen Wüstenstellungen zu sichern. Murray verlegte das Hauptquartier von El-Arish nach Khan Yunis. Die Front der Eastern Force stand acht Kilometer vom Wadi Ghuzzee entfernt bei Deir el Belah. Gleichzeitig verlegte General Chetwode, der Befehlshaber der Desert Column, samt der berittenen Imperial Division unter General Hodgson das Hauptquartier von Seirat nach Tel al-Jemmi (Tel Gamma bei Reʿim). Kurz nach 19.00 Uhr des 16. April marschierten die Infanteriedivisionen in Richtung des Wadi Ghuzzee (Bsor) vor, während die ANZAC Mounted Division bei Deir Al-Balah und um 18.30 Uhr die New Zealand Mounted Brigade den Nachtmarsch in die vordere Stellung durchführten.

## Gegenüberstehende Kräfte

### Egyptian Expeditionary Force (E.E.F.) unter General Archibald Murray

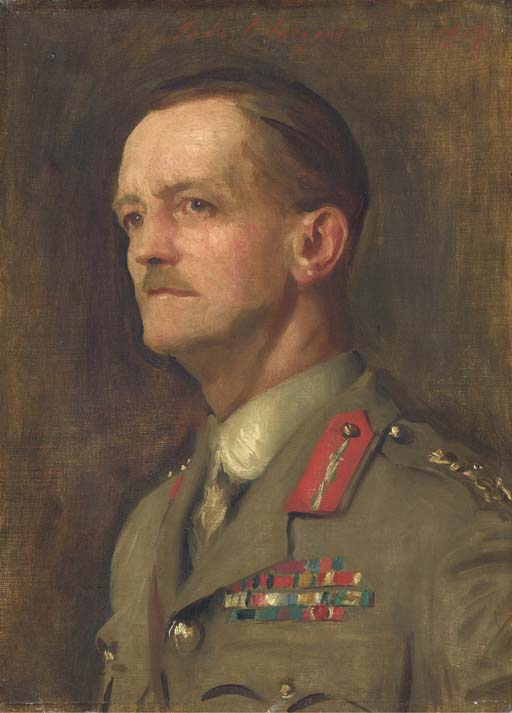
Charles Dobell

Eastern Force unter Lieutenant-General Charles Macpherson Dobell
Generalstabschef: Lieutenant Colonel G. P. Dawnay
53rd (Welsh) Division: Major-General S. F. Mott
- 158th (North Wales) Brigade
- 159th (Cheshire) Brigade
- 160th (Welsh Border) Brigade

52nd (Lowland) Division: Major-General W. E. B. Smith
- 155th (South Scottish) Brigade
- 156th (Scottish Rifles) Brigade
- 157th (Highland Light Infantry) Brigade

54th (East Anglian) Division: Major-General S. W. Hare
- 161st (Essex) Brigade
- 162nd (East Midland) Brigade
- 163rd (Norfolk and Suffolk) Brigade

74th (Yeomanry) Division: Major-General E. S. Girdwood
- 229th Brigade
- 230th Brigade
- 231st Brigade
- Imperial Camel Brigade: Brigadier-General C. L. Smith
- Imperial Service Cavalry Brigade: Brigadier-General M. H. Henderson

Desert Column unter Lieutenant-General Philip W. Chetwode
Anzac Mounted Division Major-General Harry G. Chauvel
- 1st Australian Light Horse Brigade: Lieutenant Colonel C. F. Cox
- 2nd Australian Light Horse Brigade: Colonel G. de L. Ryrie
- New Zealand Mounted Rifles Brigade: Brigadier-General Edward W. C. Chaytor

Imperial Mounted Division: Major-General H. W. Hodgson
- 3rd Light Horse Brigade: Brigadier-General J. R. Royston
- 4th Light Horse Brigade: Lieutenant Colonel J. B. Meredith
- 5th Mounted Brigade: Colonel E. A. Wiggin
- 6th Mounted Brigade: Lieutenant Colonel T. M. S. Pitt

### Türkische Truppen

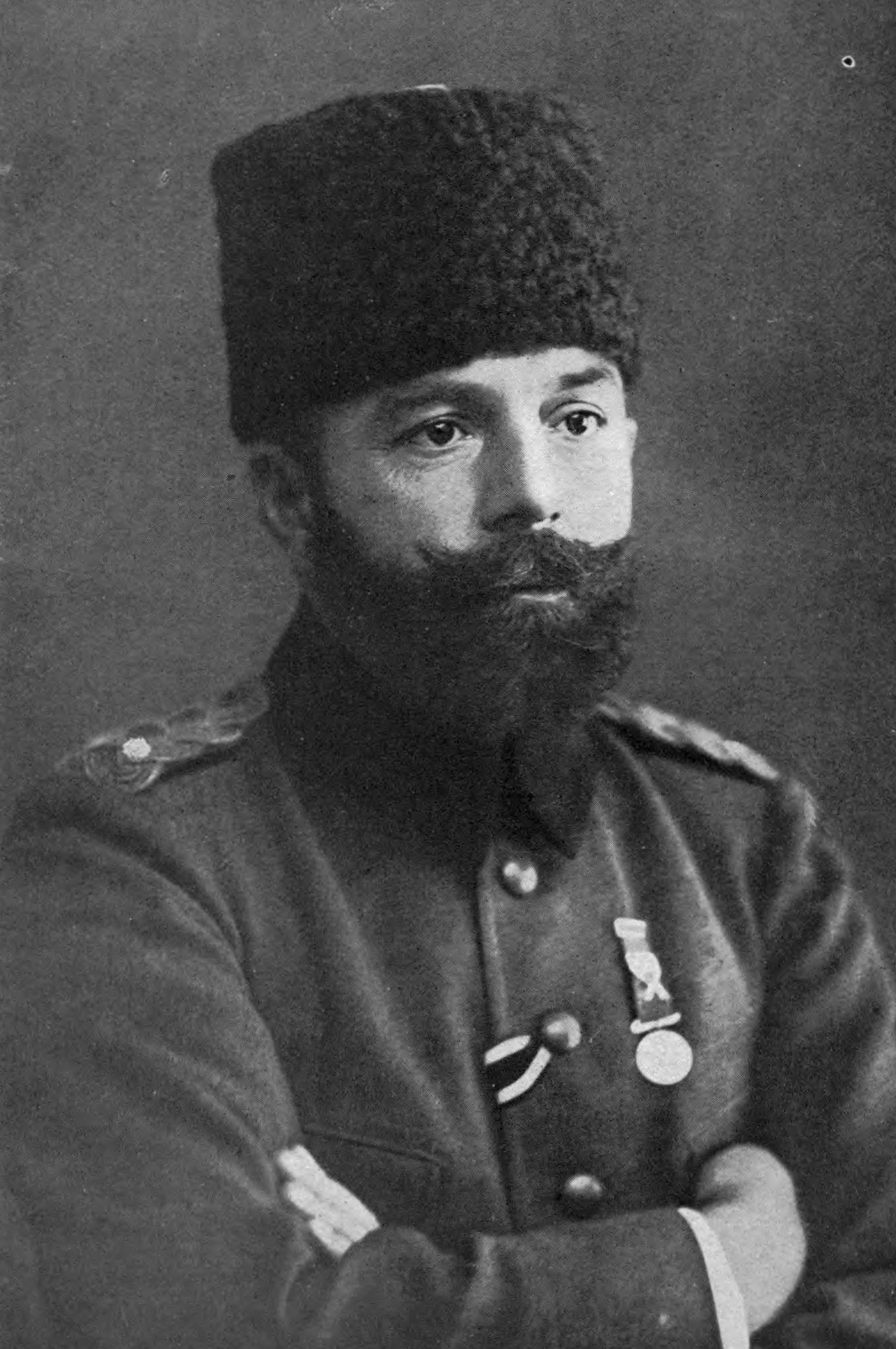
Ahmed Cemal Pascha

4. Armee unter General Ahmet Cemal Pascha
VIII. Korps ? unter Kreß von Kressenstein
- 3. Division: Oberst Hüseyn Nurettin (Küstenabschnitt und Gaza)
- 53. Division: Oberst Refet Bey (zwischen Gaza und Tell el Scheria)
- 16. Division: Oberst Mehmet Rüstü (östliche Wüstengruppe)
- 3. Kavallerie-Division: (südliche Wüstengruppe)

## Die Schlacht

### 17. April
Am 17. April setzte die „Eastern Force“ mit zwei Divisionen an der Linie von Sheikh Abbas und Mansura zum Durchbruch auf Gaza an. Der türkische Widerstand am Kurd Hill sollte so schnell wie möglich gebrochen und die neuen Positionen verschanzt werden. Während des Angriffs war die 54. Division am rechten Flügel, die 52. Division an der linken Flanke angesetzt, während die 53. Division durch den Wadi Ghuzzee westlich der Straße nach Gaza zum Tel al-Ujul vorgehen sollte und dabei in den dortigen Sanddünen die linke Flanke der 52. Division decken sollte. Zur Verstärkung wurde entlang des Wadi Ghuzzee die neu zugeteilte 74. Yeomanry-Division als Reserve bereitgestellt. Um 05.00 Uhr früh setzte starkes britisches Artilleriefeuer auf Gaza ein, nötige Luftaufklärung wurde wegen des Einsatzes von Giftgas zunächst untersagt. In der Morgendämmerung griffen mehrere Tanks gegen den Mansura Grat an, das Gelände erwies sich wenig geeignet und sie wurden von der osmanischen Artillerie niedergekämpft. Zwei Tanks, die den Angriff der 163. Brigade unterstützten, begannen um 4.30 Uhr ihren Vormarsch gegen den Dumb-bell Hill, der führende Tank wurde von drei Granaten getroffen und außer Gefecht gesetzt.

Die 53. Division (General S. F. Mott) begann ihren Vormarsch gegen Tel el Ujul erst um 07.15 Uhr, 15 Minuten bevor die 52. Division angriff. Gleichzeitig eröffneten der französische Kreuzer Requin und zwei britische Monitore das Feuer. Aber das Bombardement, war jedoch völlig unzureichend gegen die Erdwerke der Türken. Murray fehlten die Geschütze und die Munition für ein lang anhaltendes Sperrfeuer, das den Feind sogar während des Vormarsches der britischen Infanterie in seinen Gräben festhalten sollte. Außerdem dämpften die Sanddünen zwischen Gaza und dem Meer sowie die Kakteenhecken und der sandige Boden vom Rand der Sanddünen bis nach Ali Muntar die Granateinschläge und machten sie verhältnismäßig harmlos. Außerdem verfügte Murray, obwohl er nun über eine Reihe schwerer Batterien verfügte, nicht über genügend Geschütze, um die türkische Artillerie zu bekämpfen und gleichzeitig die türkischen Schützengräben zu beschießen. Die 52. Division stieß auf etwas mehr Widerstand. An der Front der 157. Brigade befand sich ein stehender türkischer Vorposten in El Burjabye. Dieser war Nacht für Nacht von starken Patrouillen vertrieben worden, so dass ein ähnlicher Vorfall den Feind nicht dazu veranlasste, einen allgemeinen Vorstoß zu vermuten. Beim Erreichen des Mansura-Kamms geriet die Brigade jedoch unter erheblichen Artilleriebeschuss aus der Umgebung von Ali Muntar. Die feindlichen Geschütze waren den ganzen Tag über in Abständen aktiv, aber nicht stark genug, um die Konsolidierung der neuen Stellung zu behindern. Der Rückzug von der am 27. März eingenommenen Stellung, deren Aufrechterhaltung wahrscheinlich höhere Verluste als die jetzigen verursacht hätte, war daher mehr als gerechtfertigt.

Die 54. Division wandte sich gegen die südöstlich von Gaza stehende mittlere Gruppe der Türken. Sie erreichte ihre zugewießene Position um 07.00 Uhr mit nur geringen Verlusten. Als die britische Infanterie die vorderen feindlichen Stellungen erreichte, fand man sie intakt und noch voll bemannt, das Giftgas war wirkungslos geblieben. Die britischen Wetterberichte zeigten besonders starke Böen an; wahrscheinlich hatte sich das Giftgas in die Luft verflüchtigt, noch ehe es am Boden zur Wirkung kommen konnte. Gegen die Negev-Wüste schützte die Desert Column, die bei Tell asch-Scheria und gegen die Höhen bei Atawineh und Hareira (Tel Haror) Deckung nach Osten gewährte. Generalmajor Chetwode sollte am rechten Flügel vor dem Hareira-Höhenzug die feindlichen Kräften nur angreifen, um sie zu binden, sich aber sonst zurückzuhalten. Die Desert Column hatte keine Schwierigkeiten, ihre Befehle auszuführen. Die 5. berittene Brigade der Imperial Mounted Division überquerte das Wadi Ghazze um 02.30 Uhr und besetzte Khirbet Erk mit wenig Widerstand vor der Morgendämmerung. Einer Patrouille der Worcester Yeomanry gelang es, die Gaza-Beersheba-Straße nördlich von Khirbet Um Adra, zwischen den Schanzen Hairpin und Hureira, zu erreichen und die Telegrafenleitung zu durchtrennen. Die ANZAC Mounted Division, die zum Schutz ihrer rechten Flanke die New Zealand Mounted Rifle Brigade in Richtung Beersheba verlegt hatte, rückte in Richtung Hureira vor und trieb feindliche Vorposten zurück. Nur die vorgeschobenen Truppen kamen zum Einsatz, da der Feind nicht bereit war, seine Schanzen zu verlassen. Nachdem die 22. berittene Brigade einige Zeit in unmittelbarer Nähe von Hureira geblieben war, wurden Truppen gemeldet, die sich auf der Straße von Beersheba nach vorn bewegten. In der Abenddämmerung wurden die beiden Divisionen über das Wadi Ghazze zurückgezogen, wobei eine Vorpostenlinie von der rechten Seite der 54. Division bis Bir Qanale am Wadi, 5 km südlich von Hiseia, belassen wurde.

### 18. April

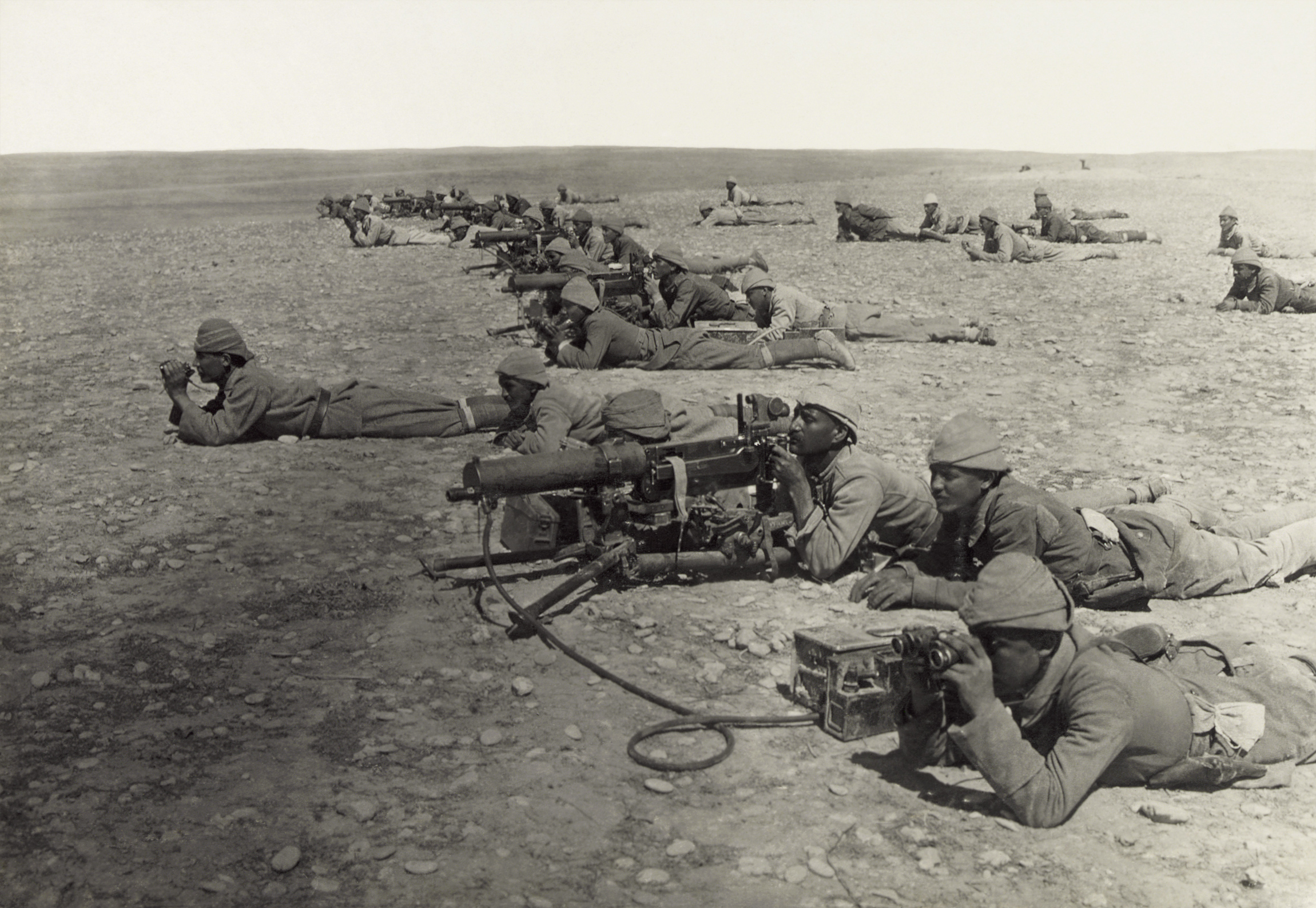
Türkische MG-Abteilung verteidigt im Wüstenabschnitt von Tell el Sheria

Von der 53. Division an der Küste bis zum rechten Flügel der Desert Column war der Angriff vor der etwa 16 Kilometer breiten osmanischen Verteidigungslinie festgelaufen, die von gut verborgenen Geschützen gestärkt wurde. Am 18. April festigte die britische Infanterie ihre neuen Positionen. Artilleriebeschuss der feindlichen Stellungen vom Land und Meer her verschaffte den Truppen Zeit, um die osmanischen Stellungen vor Gaza und Hareira niederzuhalten. Im Laufe des Tages wurde der rechte Flügel der „Eastern Force“ durch die Imperial Mounted Divisionen und die Camel Brigade verstärkt worden. Der nötige Nachschub von Munition und Wasser wurde über den Wadi Ghuzzee in die vorderen Linien gebracht, um den Angriff am nächsten Tag zu erneuern. Die rechte Flanke des E. E. F. wurde weiterhin von der Australian Mounted Division gedeckt, die aber in den neuen Stellungen durch heftigen Beschuss schwere Verluste erlitt.

### 19. April

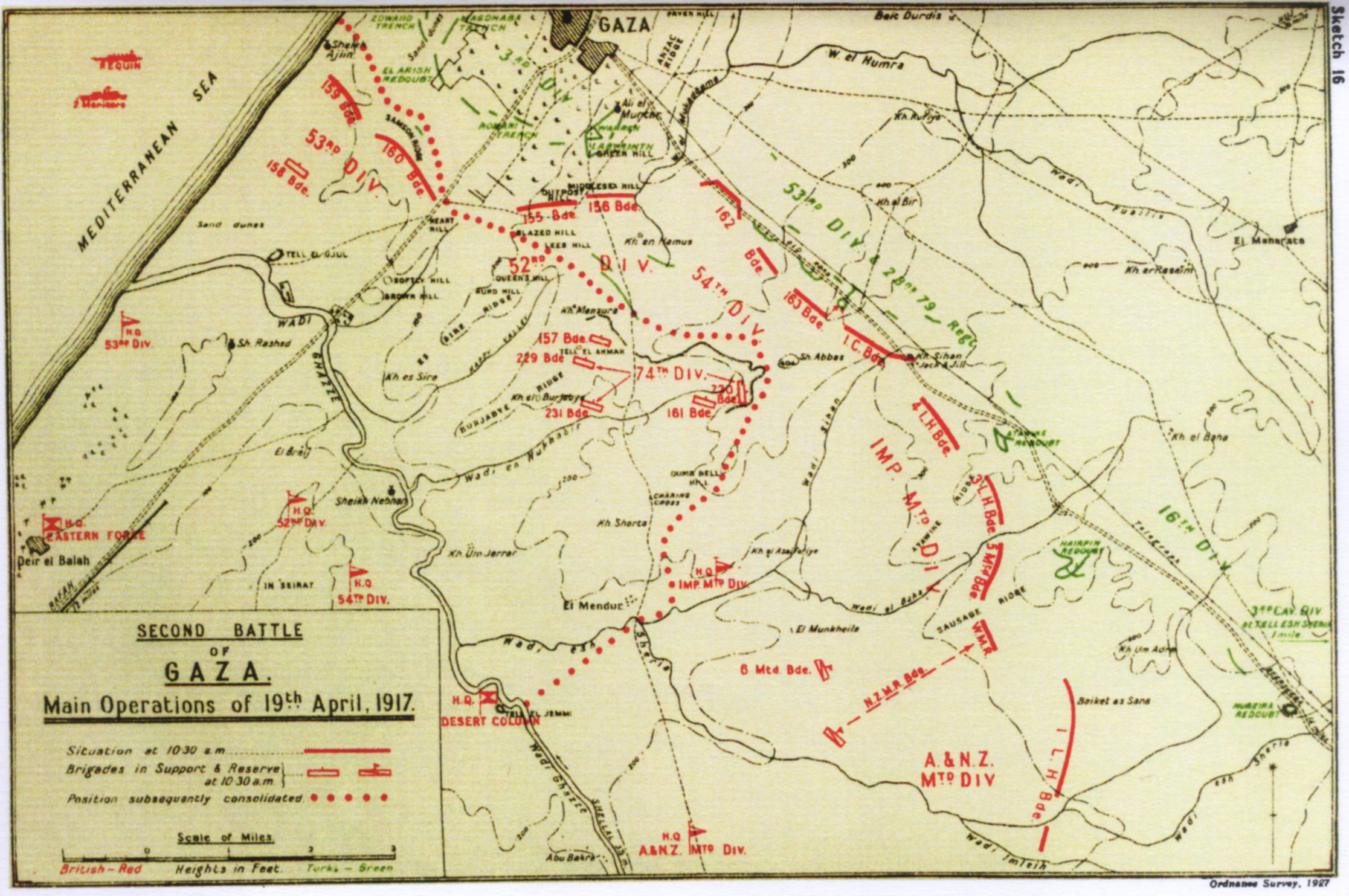
Lage vor Gaza am 19. April

Die Eastern Force führte mit zwei Infanteriedivisionen neue Angriffe gegen Mansura und Sheikh Abbas, die Truppen schwenken dann nach links, um Al Muntar einzunehmen. Während dieser Angriff durch fünf Tanks unterstützt, die durch das östliche Vorfeld auf Gaza durchzubrechen hatten, versuchte die 53. Division, auf der westlichen Seite mit zwei Tanks in den Sanddünen an der Küste vorwärtszukommen. Die 74. Yeomanry-Division verblieb weiterhin in Reserve. Die Anzac Mounted Division und die Imperial Mounted Division erneuerte im Osten den Angriff auf die Atawineh Redoute. Die 22. Mounted Brigade verteidigte bei asch-Schellal im Negev und wies bis 15.00 Uhr zwei feindliche Angriffe ab.
Die Lage war jetzt auf türkischer Seite so günstig, dass eine Gegenoffensive gegen den feindlichen rechten Flügel eingeleitet werden konnte. Am linken Flügel drängte die türkische 3. Kavalleriedivision erfolgreich vor, in den späteren Abendstunden folgte auch die Infanterie zum Angriff auf die sich langsam auf die Ausgangsstellung zurückziehenden Engländer.
Gegen Ende des Nachmittags musste General Dobell feststellen, dass am 19. April keine Aussicht auf einen erfolgreichen Durchbruch mehr bestand. Die Berichte seiner Divisionskommandeure über den Zustand der Truppen und die geringen Munitionsreserven samt der hohen Anzahl von Verletzten bestimmten ihn, die offensiven Operationen zu beenden.
Um 19.00 Uhr abends hatte die mittlere Gruppe den dritten türkischen Gegenangriff unter schweren Verlusten abgeschlagen, diese Stellungen blieben in britischer Hand. Die 53. Division hielt sich an der Küste auf Samson Ridge, die 52. Division hielt vor Outpost Hill, der Ausbau neuer Verteidigungsanlagen am Blazed Hill wurde vorgenommen. Die neue Position der 54. Division, die im offenen Gelände und im feindlichen Feuer lag, konnte nicht gehalten werden. Die Division wurde auf Sheikh Abbas zurückgenommen, wo sie an den Truppen der 74. Division Rückhalt fand. Die im offenen Gelände liegende Imperial Camel Brigade, deren rechte Flanke nach Kh. Sihan reichte, wurde um 19.45 Uhr in den Raum südwestlich von Sheikh Abbas zurückgezogen. Auch die Vorpostenlinie der Desert Column vor Dumb-bell Hill wurde näher an den rechten Flügel der 54. Division zurückgenommen. Die Front etablierte sich am Rand der Höhen von Sheikh Abbas Ridge, südlich des Wadi el Baha, bis 1,6 km nördlich von Shellal bei Hiseia.

## Ergebnis
Der Einbruch der Dunkelheit am 19. April beendete den Kampf, beide Seiten waren in Erwartung, am nächsten Tag die Schlacht zu erneuern. Obwohl mehreren Infanteriebrigaden des E.E.F. der Einbruch in die osmanischen Gräben gelungen war, waren sie durch die heftige Verteidigung des Gegners derartig geschwächt, dass sie ihre Geländegewinne bei den zu erwartenden Gegenangriffen nicht hätten halten können. Der Angriff konnte die türkische Verteidigung der Stadt Gaza nirgends ernstlich erschüttern, der Misserfolg erhöhte die Moral der Türken, die jetzt zuversichtlich waren, die Stellungen um Gaza weiterhin halten zu können. Die Türken, denen der Giftgaseinsatz überhaupt nicht bewusst geworden war, hatten zwischen 391 und 402 Tote, zwischen 1.337 und 1.364 Verwundete und zwischen 242 und 247 Vermisste. Die vergebliche Anstrengung der E.E.F. brachte Verluste von 6.325 Mann an Toten und Verwundeten. Im Einzelnen hatte die 52. Division 1.874 Mann, die 53. Division 584, die 54. Division 2.870, die Anzac Mounted Division 105, die Imperial Mounted Division 547 und die Imperial Camel Brigade 345 Mann verloren.
Von den acht auf britischer Seite eingesetzten Tanks wurden drei im Gefecht zerstört.
Ein osmanischer Gegenangriff wurde für den 20. April erwartet, als deutsche Flugzeuge das Feldlager des Gegners bombardierten und sich starke türkische Kavallerieverbände bei Hareira massierten. Es gab keinen großen Schlag, aber zahlreiche lokale Angriffe. Einer dieser Angriffe, die das Wadi Sihan bedrohten, wurde allein von der Artillerie der 54. Division abgeschlagen. Im Juni 1917 wurde Murray durch General Allenby ersetzt, auch Dobell musste gehen, seine „Eastern Force“ wurde als XX Corps neu organisiert. Der operative Durchbruch der Gaza-Stellung wurde von den Engländern erst Anfang November in der folgenden Dritten Schlacht um Gaza erreicht und Anfang Dezember mit der Einnahme von Jerusalem gekrönt.